# Svízel severní

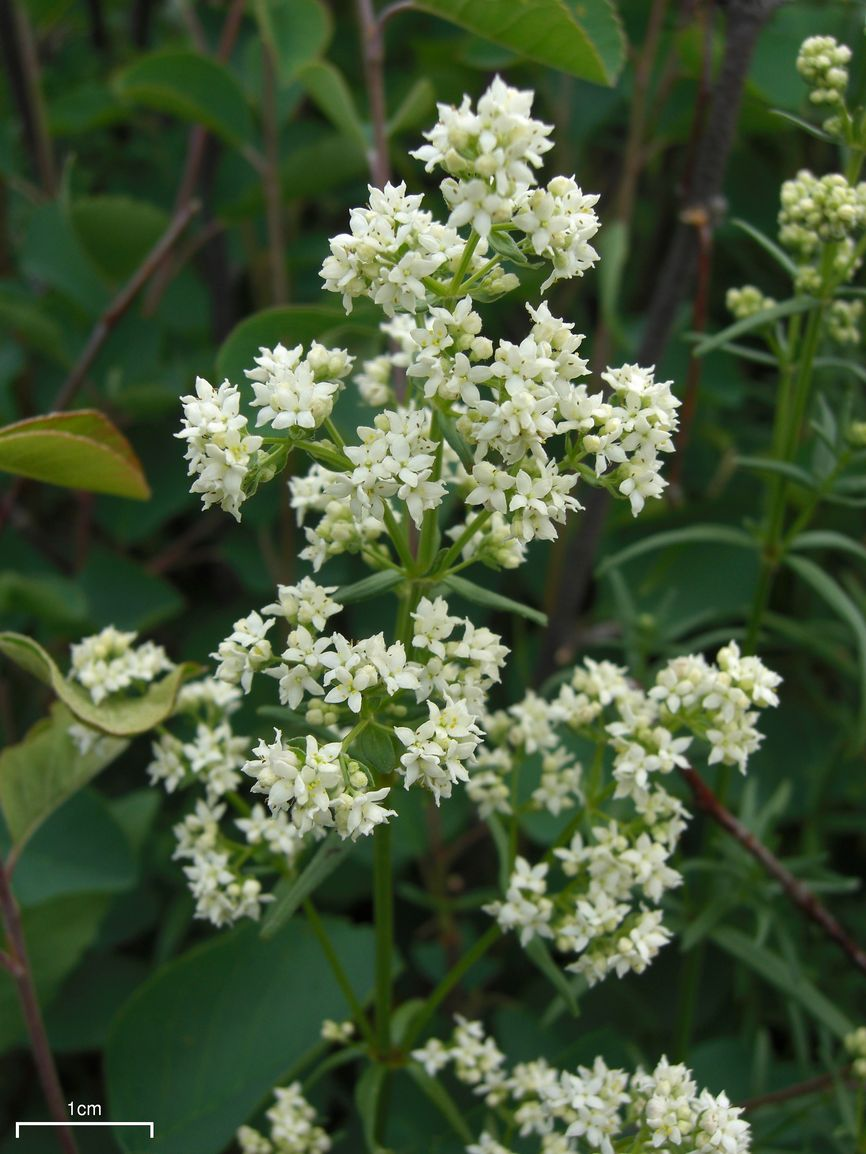
Květenství

Svízel severní (Galium boreale) je rostlina vlhčích stanovišť kvetoucí v létě drobnými, bílými květy sestavenými do nápadné větvené laty. V současnosti je rostlinou bez ekonomického významu, v minulosti se využívalo jejího kořene pro výrobu červeného barviva a sušené natě se přidávaly do vycpávek matrací, protože obsahují kumarin, látku s typickou vůni čerstvého sena.

## Rozšíření
Druh je hojně rozšířen v subarktickém a mírném podnebném pásmu severní polokoule, v Evropě, Asii i Severní Americe, odtud pochází druhové jméno "severní". Roste téměř po celé Evropě, na severu včetně Islandu a Skandinávie a na jihu až po Středozemní moře. Východním směrem pak přes evropské a asijské Rusko až na Dálný východ a do Koreje a Japonska. S jižní Evropy jeho areál vede přes Turecko na Kavkaz, do Afghánistánu a dále do Střední Asie a severních oblastí Číny a Mongolska, zasahuje i do himálajských oblastí Indie a Pákistánu. V Severní Americe vyrůstá téměř po celém nearktickém území Kanady, v Grónsku a mimo jihovýchodu skoro po celých Spojených státech.
V České republice se vyskytuje roztroušeně až hojně od planárního po subalpínský stupeň. Hojný je hlavně v nížinách a nevysokých pahorkatinách, nejvíce okolo Labe, Moravy a Dyje. Vzácnější je na jihozápadě Čech a na Českomoravské vrchovině. Výškové maximum nachází v ledovcových karech v Hrubém Jeseníku (1430 m) a Krkonoších (1300 m).

## Ekologie
Svízel severní je hemikryptofyt rostoucí nejčastěji na slatinných loukách, ve vlhkých příkopech, skalních štěrbinách, případně i jako součást vysokohorských trávníků. Požaduje vlhčí půdu dostatečně zásobenou živinami a minerálními látkami, která je slabě zásaditá až mírně kyselá, její vlhkost může v průběhu roku kolísat. Rostlina rozkvétá v červnu a červenci, její ploidie je 2n = 44.

## Popis
Vytrvalá bylina rostoucí ze silně rozvětveného, poměrně tenkého kořene s dřevnatějícími oddenky. V trsu vyrůstají bohatě větvené plodné lodyhy i sterilní prýty. Lodyhy jsou přímé, tuhé, čtyřhranné, vysoké 30 až 60 cm, většinou lysé a u báze později někdy dřevnaté. Jsou hustě porostlé přisedlými, protistojnými, mírně kožovitými listy, které se shodně vypadajícími palisty vytvářejí čtyřčetné přesleny; delší protilehlý pár jsou listy, o málo kratší pár jsou palisty. Listy jsou úzce kopinaté, 10 až 40 mm dlouhé a 2 až 8 mm široké, výrazně trojžilné, na konci špičaté nebo uťaté a po okraji podvinuté.
Bílé, až 5 mm velké, krátce stopkaté květy rostou ve vrcholících, které spolu vytvářejí bohatě větvenou latu až 15 cm dlouhou. Oboupohlavné květy mají pouze čtyři korunní lístky, kalich není vyvinutý. Koruna je kolovitá, obvykle mívá v průměru 3,5 až 5 mm a má čtyři bílé, až k bázi členěné, ploché lístky. V květu jsou čtyři tyčinky s prašníky a ze dvou plodolistů vzniklý semeník nesoucí dvě, do poloviny srostlé čnělky s kulovitými bliznami.
Plod je asi 2,5 mm velká dvounažka s drobnými háčky, nebo bývá zcela holá. Ve zralosti se rozpadá na dvě ledvinovitá merikarpia (semena).

## Rozmnožování
Rostlina se může v přírodě šířit semeny, jež se drobnými chlupy s háčky přichycují za srst zvířat. Plodná semena nevznikají po sprášení pylem téže rostliny nebo téhož klonu. Může se také intenzivně rozrůstat z doširoka rozprostřených oddenků a mnohá stanoviště jsou klonem jedné rostliny.

## Taxonomie
Svízel severní je variabilním druhem a je evidováno několik jeho poddruhů. V české přírodě se vyskytují dva:
- svízel severní pravý (Galium boreale L. subsp. boreale)
- svízel severní volyňský (Galium boreale L. subsp. exoletum (Klokov) Soják)

Poddruh svízel severní volyňský je oproti nominátnímu poddruhu mnohem vzácnější. V ČR roste na místech spíše sušších, v téměř suchomilných trávnících na pahorkatině okolo Hustopečí a v teplém podhůří Bílých Karpat. Jeho listy jsou užší, více podvinuté a mají zřetelně vyniklou pouze střední žilku.

## Ohrožení
Podle "Červeného seznamu cévnatých rostlin České republiky" je hodnocen poddruh svízel severní pravý jako rostlina vyžadující pozornost (C4a) a svízel severní volyňský jako rostlina kriticky ohrožená (C1r).

## Galerie

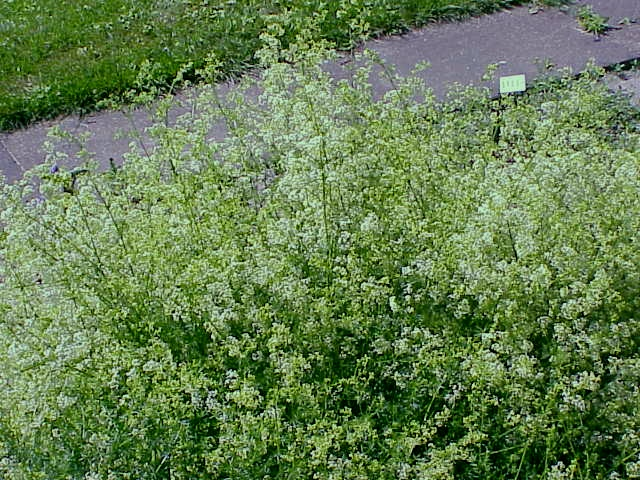
Kolonie svízele severního
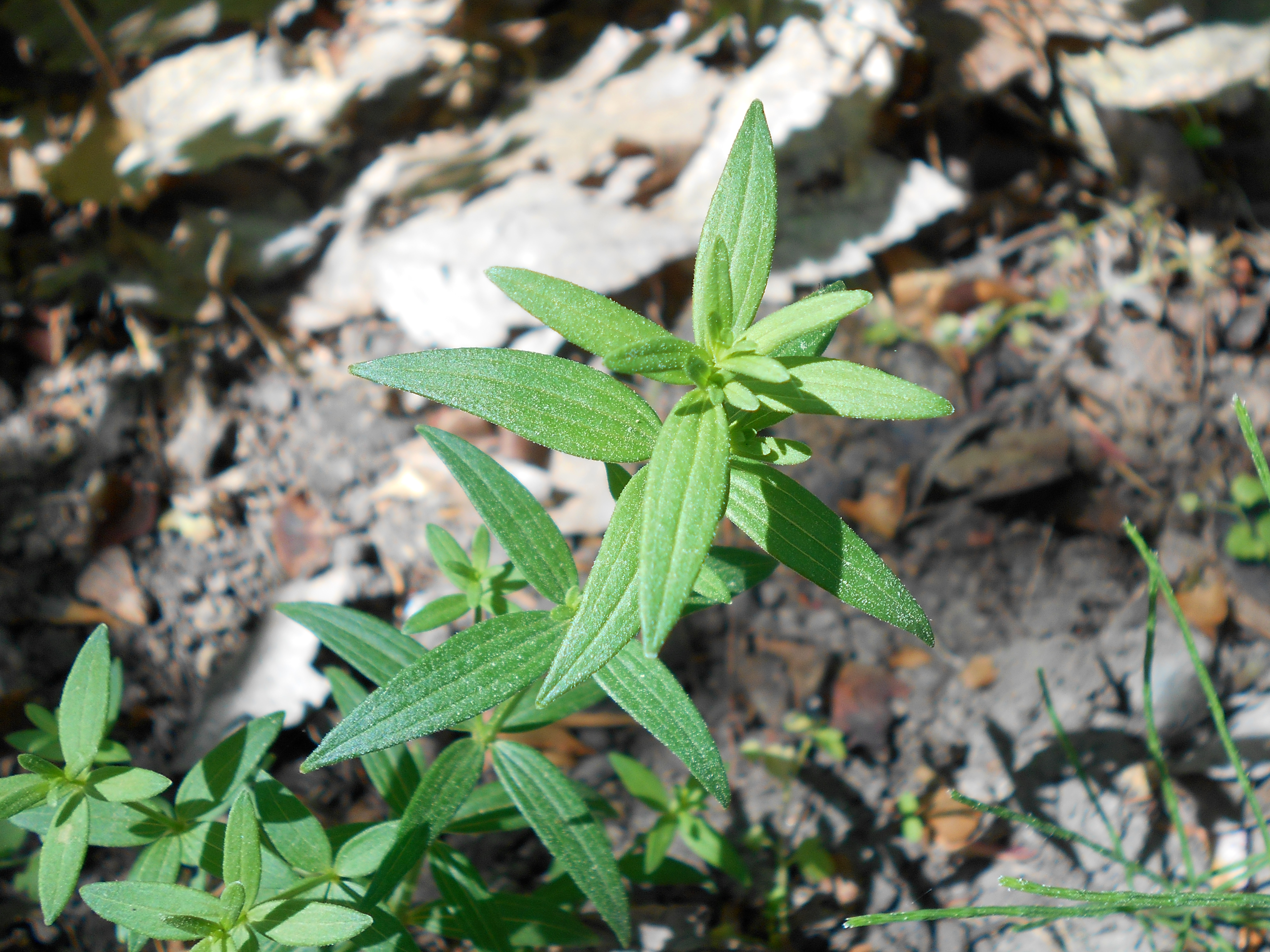
Mladá rostlina
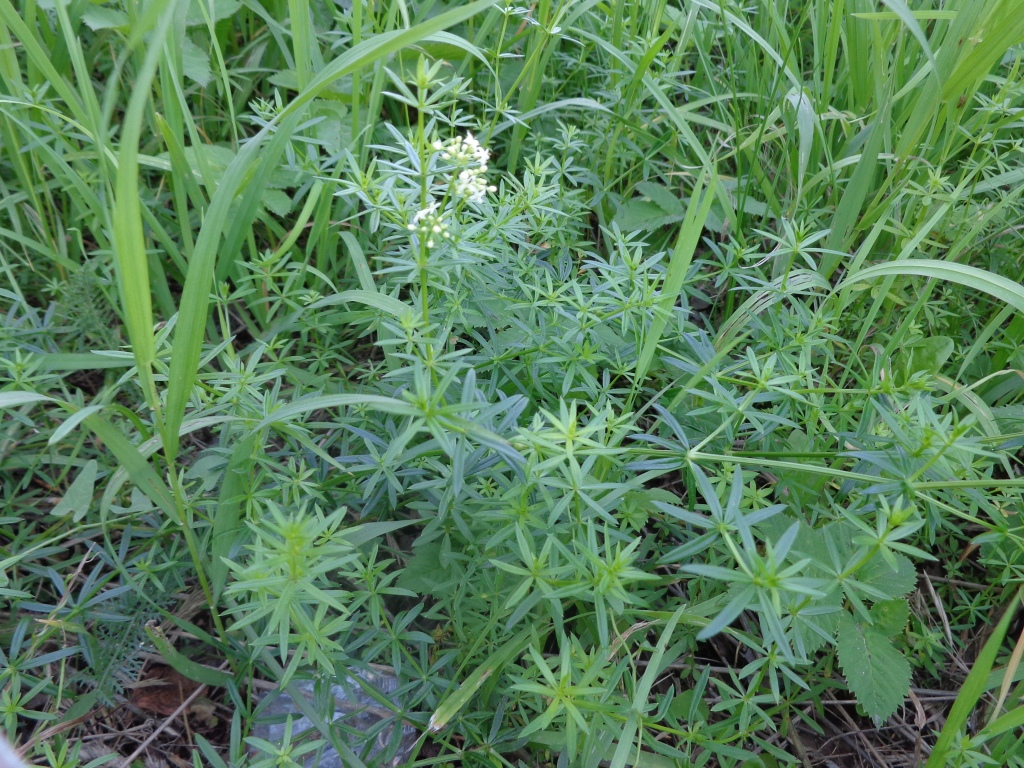
Listy a listeny
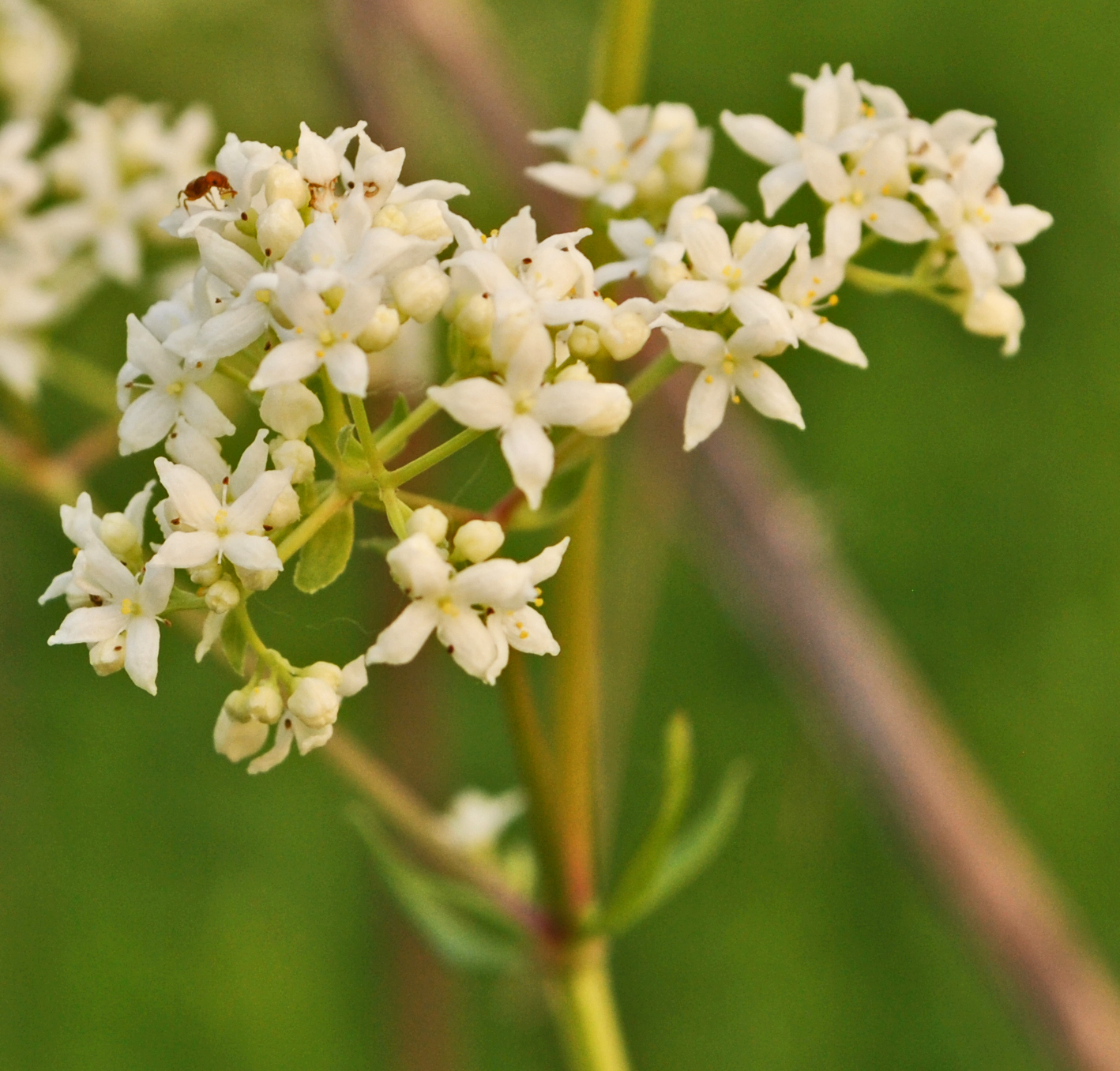
Květy